# Léon (film)
Léon är en fransk actionfilm från 1994 i regi av Luc Besson, som även skrivit filmens manus. I huvudrollerna ses Jean Reno, Gary Oldman och Natalie Portman. Léon var Portmans långfilmsdebut.

## Handling
Léon (spelad av Jean Reno) är en högeffektiv yrkesmördare som lever ett tillbakadraget liv mellan uppdragen i Little Italy i New York. Han närmaste vän är en planta som han vårdar omsorgsfullt. En dag mördas alla i lägenheten intill av en korrumperad polis (Gary Oldman) och hans anhang, alla utom den lilla flickan Mathilda (Natalie Portman) som kommer hem just när hennes familj blivit mördad. När Mathilda märker vad som hänt hennes familj, knackar hon på hos Léon, som mer eller mindre ofrivilligt tar henne under sina vingar. Med tiden blir de två vänner och en ny familj för varandra. Men de korrumperade poliserna är dem på spåren.

## Rollista (i urval)
| Jean Reno          | – Léon (Leone Montana)               |
| Natalie Portman    | – Mathilda Lando                     |
| Gary Oldman        | – poliskommissarie Norman Stansfield |
| Danny Aiello       | – Tony                               |
| Peter Appel        | – Malky                              |
| Willi One Blood    | – Willi One Blood                    |
| Michael Badalucco  | – Mathildas pappa                    |
| Ellen Greene       | – Mathildas mamma                    |
| Elizabeth Regen    | – Mathildas syster                   |
| Carl J. Matusovich | – Mathildas bror                     |
| Frank Senger       | – Fatman                             |
| Maïwenn            | – Fatmans flickvän                   |
| George Martin      | – Hotellreceptionist                 |

## Produktionen

### Bakgrund och rollsättning
Léon är till viss del en utveckling från en idé i Bessons tidigare film Nikita (1990), där Jean Reno spelar en liknande figur som kallas Victor. Besson har sagt att han betraktar Léon som en mänskligare "kusin" till Victor.
I första utkastet till Bessons manus är yrkesmördarens fulla namn Leone Montana (vilket antyder italienskt ursprung).
Natalie Portman blev först nekad att medverka i filmen för att hon var för ung (11 år när hon blev rollbesatt, 12 år under inspelningen av filmen), men när hon kom tillbaka för en andra provspelning gjorde hon så bra ifrån sig att Luc Besson kände sig tvungen att ge henne rollen.
En av filmens färgstarkaste karaktärer, den korrumperade polisen Norman Stansfield (spelad av Gary Oldman), togs det avsiktligt ut svängarna med enligt filmens regissör och manusförfattare Luc Besson, detta för att väga upp honom mot titelkaraktären Léons mer strama personlighet som inte gav Jean Reno mycket utrymme alls gällande skådespeleriet. Trots att Stansfield är filmens huvudskurk så var han även menad att fungera som en slags komisk ventil. Besson menade att "en film utan humor någonstans är inte en film. En film behöver humor." I Bessons efterföljande film, Det femte elementet från 1997, spelade Oldman återigen en färgstark skurkroll i form av Jean-Baptiste Emanuel Zorg.

### Röster om filmen

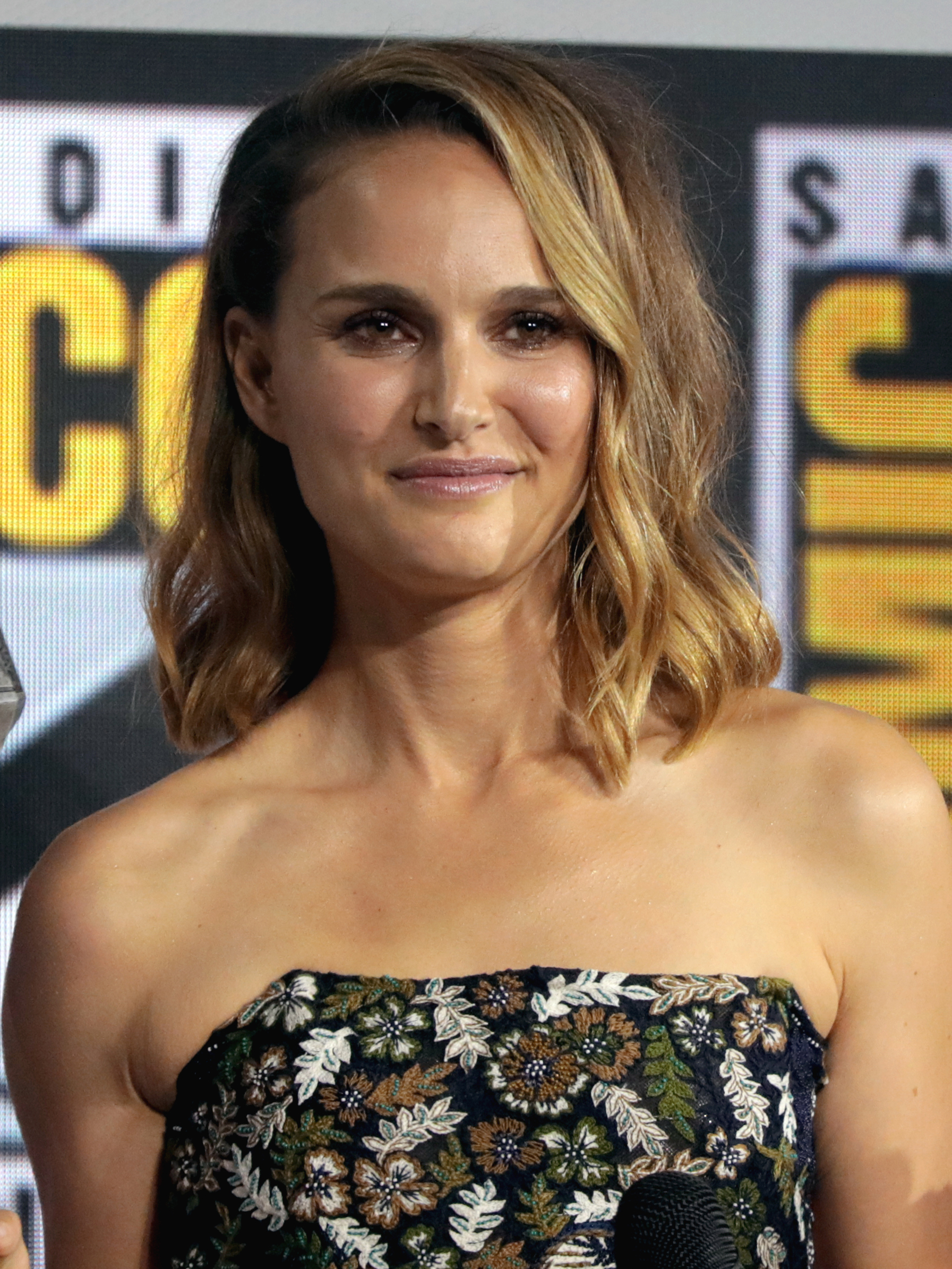
Natalie Portman.

2019 berättade skådespelerskan Natalie Portman, som spelar rollen som Mathilda i Léon, för tidningen Empire om sina ambivalenta känslor gällande filmen. Hon menade att även om hon själv endast hade positiva erfarenheter från inspelningen av filmen så trodde hon inte att den skulle kunna spelas in idag, och att den i stor utsträckning är olämplig (på grund av relationen mellan hennes 12-åriga rollfigur Mathilda och den vuxne Léon).
| ”                           | Det är en konstig blandning. Det är fortfarande det flest människor på gatan kommer fram till mig och vill prata om, till och med mer än Star Wars eller Black Swan. Jag uppskattar när någonting landar hos en publik. Filmen gav mig också min filmkarriär och var en 100 procent positiv erfarenhet. Jag älskade att göra filmen. Men om jag tittar på den är den i stor utsträckning olämplig. Det är mycket saker i filmen som inte är fantastiska i dagsläget. Jag tror att på grund av att folk känner en sådan anknytning till filmen och bryr sig om den, och för att jag själv endast hade en positiv upplevelse, så känner jag mig ändå fortfarande mest stolt. Även om jag förstår den helt och hållet, så vet jag inte hur jag skulle kunna visa den för mina barn. | „ |
| – Natalie Portman om Léon., | |   |